# De watervallen van Svanjabak
De watervallen van Svanjabak is het 127ste stripverhaal van Jommeke. De reeks wordt getekend door striptekenaar Jef Nys.

## Verhaal
Filiberke heeft een speciale kever gevonden. Samen met Jommeke haast hij zich naar professor Gobelijn. Daar aangekomen horen ze een noodkreet via een radiozender. De professor die aan de zekere 'watervallen van Svanjabak' in Groenland aan een uitvinding werkt, schreeuwt om hulp. De vrienden aarzelen geen seconde. Wanneer Jommeke een reddingsoperatie lanceert, beslist Theofiel om de verveling te verdrijven dat hij meegaat op deze expeditie. Ze reizen per boot naar het barkoude noorden. Het sneeuwt en het is er ijzig koud. Nog voor ze de professor gevonden hebben, raken ze zelf in de problemen. Hun tent gaat vliegen en hun slee met al het voedsel en materiaal verdwijnt onder de sneeuw. Wie zal hen helpen?
Net op tijd worden ze door Eskimo's gered. Ze zetten hun zoektocht naar Gobelijn verder. Wonderwel vinden ze te midden van een ijsvlakte een tropisch woud waar professor Gobelijn zit te zonnen. Ongelooflijk en toch weer niet want professor Gobelijn heeft een zonnemachine gemaakt. Nu kan hij de natuur naar zijn hand zetten. Ze vragen zich af waarom Gobelijn dan om hulp riep. De professor was weer eens verstrooid en had per ongeluk noodsignalen gestuurd. De vrienden besluiten om te genieten van de zon. Doch wanneer Filiberke op de rode knop drukt, ontploft de machine en alles verandert terug in een ijsvlakte. Ze moeten op de vlucht slaan en keren met de vliegende bol huiswaarts.